# 溫徹斯特 (密蘇里州克拉克縣)
溫徹斯特（英語：Winchester）是位於美國密蘇里州克拉克縣的非建制地區。

## 歷史
溫徹斯特的郵局於1840年設立，其後於1905年停運。

## 地理
溫徹斯特所處的海拔為高於海平面202米（即663英呎），而該地所採用的時區為UTC-6，即北美中部時區（CST）。同時該地設有夏令時間，為UTC-6調快一小時，即UTC-5（CDT）。